# 타지키스탄 요리

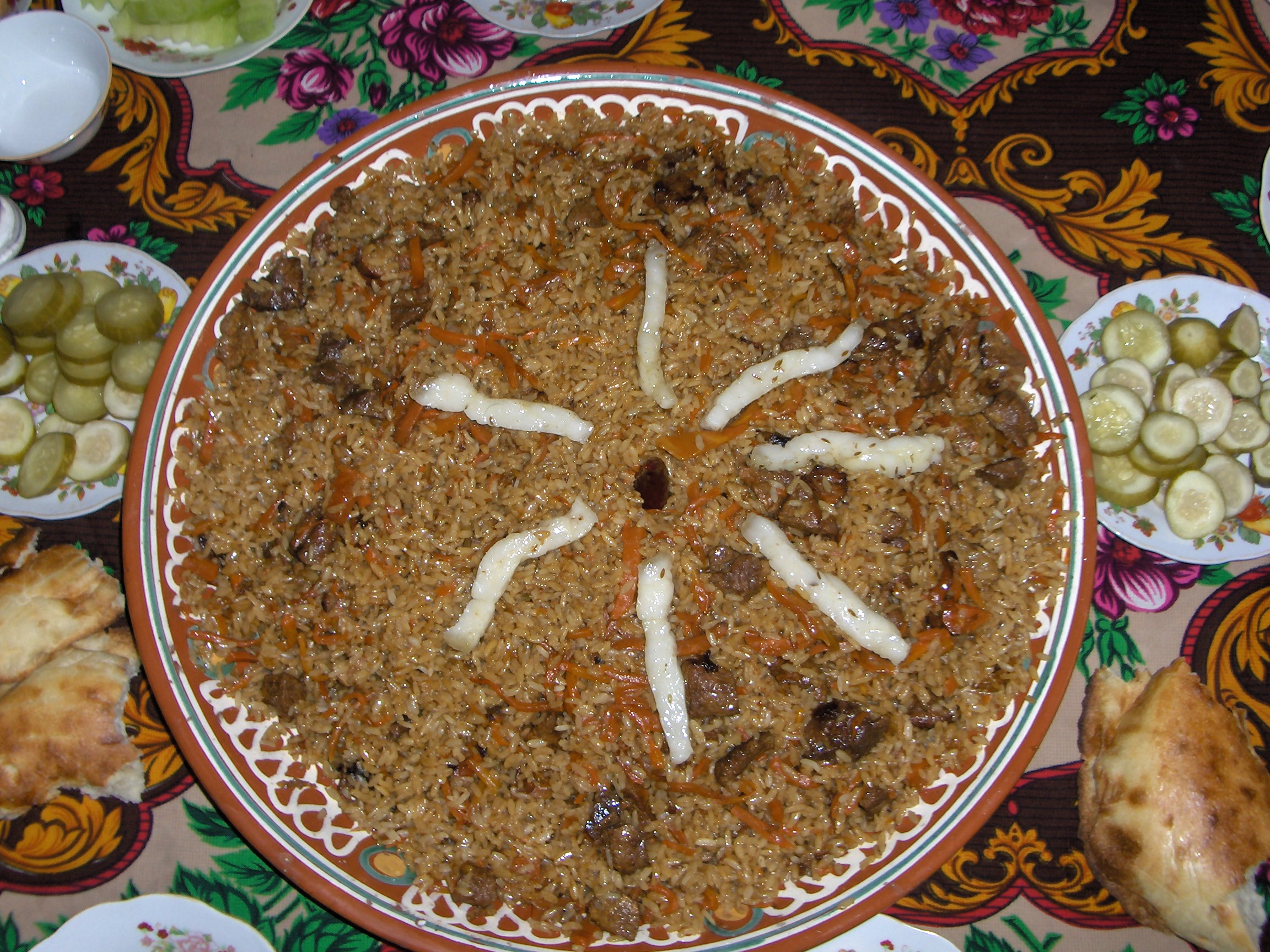
오시 팔라브

타지키스탄 요리(Tadzhikistan 料理, 타지크어: ошхонаи тоҷикӣ 오슈호나이 토지크)는 중앙아시아에 있는 타지키스탄의 요리이다. 페르시아 문화권의 음식과 아주 비슷한데 여러 음식에서 이런 특징이 나타난다. 과거 그대로의 타지키스탄 스타일의 식사는 차나 전통 과자로 시작하고 다음으로 수프와 고기류를 먹는다. 마지막으로는 팔라브라는 볶음밥을 먹는다.
코불리 팔라브는 타지키스탄 전역에서 가장 인기 있는 음식으로서 순무, 당근, 고기, 올리브유와 토핑을 얹어 먹는 쌀 요리이다. 중앙아시아 전역에서는 플로브라고 알려져 있는 음식으로 많은 사람들이 먹는다. 고기를 십자 모양으로 칼집을 내고 당근은 잘게 해서 먹는데 당근이나 야채 그리고 올리브유가 들어가기 때문에 밥의 색깔이 노랗다. 이 음식을 전통적으로 먹는 방법으로는 한 손으로만 해서 서로 나눠 먹는 것이 있다.
녹차가 가장 흔한 차인데 피스타치오나 땅콩류를 곁들여서 함께 먹고 대개는 찻집에서 마신다. 타지키스탄 사람들은 물을 항상 끓여 먹는데 퍼올리는 물이 충분히 깨끗하지 못해서다. 또한 얼음을 먹는 것은 건강에 좋지 않다고 생각해서 물이나 가벼운 청량음료에도 얼음을 넣으면 병에 걸린다고 생각한다. 걸죽한 마시는 요구르트인 케피르는 아침 식사 때 자주 나온다.
식사할 때는 중앙아시아 전역에서 찾아볼 수 있는 얇은 빵인 논이 등장한다. 그 곳에서는 논이라고 부르는데 때문에 만약 논이 없다면 그 사람은 먹을 것이 다 떨어졌다고 할 것이다. 만약 논이 땅에 떨어지거나 하면 사람들은 부랑자나 거지한테 주거나 새를 위해 거리에 둔다.
지역적으로 음식 차이가 있고 국수류도 많이 먹는다. 여름에는 타지키스탄 전역에 과일이 많이 난다. 포도나 멜론은 구 소련 내에서도 아주 유명했었다. 시장에서는 살구나 무화과, 석류, 감도 많이 판다.

## 같이 보기
- 중앙아시아 요리